# Lindsay Stewart Smith
Lindsay Stewart Smith (1917–1970) fue un naturalista, y botánico australiano. Desarrolló actividades académicas en el Museo y Herbario, en el Jardín botánico de Brisbane.

## Honores
- 1922

### Epónimos
Tres especies le fueron dedicadas, entre ellas:
- (Rutaceae) Acronychia smithii T.G.Hartley[4]

- La abreviatura «L.S.Sm.» se emplea para indicar a Lindsay Stewart Smith como autoridad en la descripción y clasificación científica de los vegetales.[5]